# Keswick (Iowa)
Keswick és una població dels Estats Units a l'estat d'Iowa. Segons el cens del 2000 tenia 295 habitants.

## Demografia
Segons el cens del 2000, Keswick tenia 295 habitants, 115 habitatges, i 86 famílies. La densitat de població era de 258,9 habitants/km².
Dels 115 habitatges en un 32,2% hi vivien nens de menys de 18 anys, en un 60,9% hi vivien parelles casades, en un 9,6% dones solteres, i en un 25,2% no eren unitats familiars. En el 22,6% dels habitatges hi vivien persones soles el 16,5% de les quals corresponia a persones de 65 anys o més que vivien soles. El nombre mitjà de persones vivint en cada habitatge era de 2,57 i el nombre mitjà de persones que vivien en cada família era de 2,93.
Per edats la població es repartia de la següent manera: un 28,5% tenia menys de 18 anys, un 5,4% entre 18 i 24, un 27,1% entre 25 i 44, un 20,7% de 45 a 60 i un 18,3% 65 anys o més.
L'edat mediana era de 37 anys. Per cada 100 dones de 18 o més anys hi havia 88,4 homes.
La renda mediana per habitatge era de 31.354 $ i la renda mediana per família de 32.188 $. Els homes tenien una renda mediana de 27.778 $ mentre que les dones 22.143 $. La renda per capita de la població era de 15.779 $. Entorn del 4,7% de les famílies i el 5,5% de la població estaven per davall del llindar de pobresa.

## Poblacions més properes
El següent diagrama mostra les poblacions més properes.